# 国家报
《国家报》（西班牙語：El País）是西班牙的一家综合性日报，总部设在首都马德里，由普利沙集团所有。

## 历史
《国家报》正式创刊于1976年5月4日。在当时佛朗哥主义的意识形态下，《国家报》是第一份独立于政党的民主报纸。创办第一年发行量为116,600份，1977年升至137,562份。

## 发行量
| 《国家报》历史发行量变化图 |
|                            |
| 数据来源：（依年份排序）   |